# Eva Röder (Schauspielerin)
Eva Röder (* 1946) ist eine deutsche Schauspielerin.

## Leben
1983 debütierte Röder in der Mini-Serie Der Trotzkopf von Helmut Ashley. 1985 folgte eine weitere Rolle in Der Formel Eins Film. Über Jahre hinweg war sie in mehreren Folgen der TV-Serien Derrick und Der Alte zu sehen. Die letzte bekannte Fernsehrolle hatte sie 1996 in der Rolle der Sanna in der TV-Serie Aus heiterem Himmel. 
Im Jahr 2002 synchronisierte sie die Stimme der Gutemine in Asterix – Operation Hinkelstein, im Jahr 2005 die deutsche Stimme der Tina in dem Animationsfilm Himmel und Huhn. Im Jahr 2006 war sie in dem Stück Jedermann auf der Bühne der Festung Hohensalzburg zu sehen.